# محمد نعمان باي
محمد نعمان باي هو باي قسنطينة وحاكم بايلك الشرق ضمن أيالة الجزائر في العهد العثماني. امتد حكمه بين سنتي 1811 و1814 ليخلفه فيما بعد محمد شاكر باي.